# Morgan Sulele
Morgan Sulele, pseudonimo di Magnus Hagen Clausen (Bærum, 19 dicembre 1991), è un cantante norvegese.

## Biografia
Morgan Sulele è salito alla ribalta dopo aver inciso la hit Bare min (2015), numero uno per sei settimane consecutive nella VG-lista, candidata per lo Spellemannprisen alla canzone dell'anno e certificata triplo platino dalla IFPI Norge per le 120 000 unità vendute. Il brano, contenuto nel secondo album in studio eponimo (2016), ha riscosso popolarità oltreconfine, scalando la Sverigetopplistan fino al 65º posto; l'LP, invece, si è fermato al 2º posto della classifica norvegese.
Oppmerksomhet (2022) ha segnato la seconda numero uno del cantante nella hit parade norvegese. Il ramo nazionale della International Federation of the Phonographic Industry gli ha assegnato ulteriori dodici dischi di platino e sei d'oro, equivalenti a un totale di 710 000 unità certificate.
È ritornato sulle scene musicali nel marzo 2025 con la raccolta Når festen er over, certificata oro dalla IFPI Norge per le 10 000 unità equivalenti.

## Discografia

### Album in studio
- 2015 – Morgans kleineste
- 2016 – Morgan Sulele

### Raccolte
- 2025 – Når festen er over

### Singoli
- 2012 – Luremus (con J. Heart)
- 2014 – Dum (con Innertier feat. Katastrofe)
- 2015 – Rist meg
- 2015 – Under treet
- 2015 – Mellom veggene
- 2017 – Høyt over Oslo (con Oral Bee)
- 2017 – Datt ned fra himmelen (con Nico D)
- 2017 – Barn for alltid
- 2017 – Karl Johan (con Antonio D)
- 2018 – Noora (con Blvck O)
- 2018 – Det regner alltid i Bergen (con Oral Bee)
- 2018 – Idyll (con Loke)
- 2018 – Det blir ikke Jul uten deg
- 2019 – Andre enn meg
- 2019 – Helt ærlig (con OnklP)
- 2019 – Fornøyd
- 2020 – Den dama er gal
- 2020 – Gamle dager (con Måns Zelmerlöw)
- 2020 – Deg eller ingenting (con Tix)
- 2020 – Seriøst (feat. Admiral P)
- 2020 – Insomnia
- 2021 – Hver gang jeg ser deg (con Ulrikke)
- 2021 – Danse med meg selv
- 2021 – Sørenga (con Arne Hurlen e Postgirobygget)
- 2021 – Bacardi fra en kopp (con Adrian Sellevoll feat. Amara)
- 2021 – Skyene (con Adrian Sellevoll)
- 2022 – Da det var oss
- 2022 – Ikke ring meg
- 2022 – Takker deg for det
- 2022 – Oppmerksomhet (con William Gamborg)
- 2023 – Danse en gang til (con Tix)
- 2023 – Klare ikke stå (con Han Helge & Han Håkon)
- 2023 – Dagene
- 2024 – Lighter 2.0 (con Erik og Kriss e Alexandra Joner)
- 2024 – Over deg
- 2024 – Ole brumm (con Tix)
- 2024 – Sommer i Norge (con Vidar Villa)
- 2024 – Medisin (con AVGVSTVS)
- 2025 – Meg før deg
- 2025 – 99 problemer
- 2025 – Dette er livet (con OnklP)